# Virologie
Die Virologie ist die Lehre der Viren. Die Virologie charakterisiert und klassifiziert die bisher beschriebenen Viren. Sie erforscht deren Eigenschaften und Vermehrung sowie die Prävention und Behandlung von Virusinfektionen. Jedes Lebewesen (einschließlich der Bakterien und Protozoen) kann von Viren infiziert werden. Die Virologie der human- und tierpathogenen Viren bewegt sich wie die Mikrobiologie an der Schnittstelle zwischen Biologie und Medizin. Pflanzenpathogene Viren haben in der Agrarindustrie und Landwirtschaft große Bedeutung.
In der Medizin ist die Virologie integraler Bestandteil der Fachdisziplin Mikrobiologie, Virologie und Infektionsepidemiologie.

## Geschichte
Die erste primitive Form einer Impfung gegen Viren wurde seit dem 11. Jahrhundert in Indien und in der chinesischen Song-Dynastie praktiziert. Dort wurde der Schorf der Wunden von Pockenkranken, welche die Krankheit überlebt hatten, in kleine Kratzer oder andere Wunden von Gesunden eingebracht. Das Verfahren wird heute als Variolation bezeichnet.
Später wurde das Verfahren auch in Kleinasien angewandt. Mary Wortley Montagu, die Frau des britischen Botschafters im Osmanischen Reich, beobachtete es dort und brachte es im Jahr 1721 nach England. Das Risiko, durch die Variolation zu sterben, lag bei 1 bis 2 Prozent. Im Vergleich zur Sterblichkeit durch eine normale Pockeninfektion von 25 % bis über 40 % bei Kleinkindern bedeutete dies einen erheblichen Fortschritt.
Seit 1774 ist nachweisbar, dass Personen in Deutschland und England mit Kuhpockenlymphe erfolgreich geimpft wurden (durch Benjamin Jesty 1774 bzw. Peter Plett 1791), als 1796 auch Edward Jenner Material von Kuhpocken benutzte, um den achtjährigen James Phipps gegen Pocken zu impfen. Damit konnte das Sterblichkeitsrisiko weiter gesenkt werden. Louis Pasteur nannte diese Prozedur 1881 Jenner zu Ehren ‚Vakzination‘ (engl. vaccination von lateinisch vacca = Kuh).
1882 wurde das erste Mal durch den Deutschen Adolf Mayer in den Niederlanden nachgewiesen, dass eine Krankheit durch eine Substanz ausgelöst werden kann, die auch durch Filtration nicht entfernt werden konnte und damit deutlich kleiner als Bakterien sein musste. Unter dem Lichtmikroskop waren nämlich keine Bakterien sichtbar, sondern feinste Kristallnadeln.
Dmitri Iwanowski übertrug die Mosaikkrankheit bei Tabakpflanzen durch ultrafiltriertes Extrakt und wies damit im Jahr 1892 das später beschriebene Tabakmosaikvirus nach. Der erste Nachweis eines tierischen Virus gelang 1898 Friedrich Loeffler und Paul Frosch, die das Maul-und-Klauenseuche-Virus entdeckten.
Erst in den Jahren um 1940 konnten mit der Entwicklung des Elektronenmikroskops Viren sichtbar gemacht werden.

## Virologie in Deutschland
Eigenständige Institute, die sich mit der Forschung zu humanpathogenen Viren beschäftigen, wurden in Deutschland flächendeckend ab den 1950er Jahren gegründet, da die Beobachtung von Viren erst ab den 1940er Jahren in größerem Umfang möglich wurde.
Derzeit (Stand 2020) gibt es 28 Forschungseinrichtungen mit eigenen virologischen Abteilungen oder Institutionen, vorwiegend an medizinischen Fakultäten angesiedelt, oder in selbständigen Forschungseinrichtungen, in anderen Hochschulen bleibt die Virologie Teil einer allgemein-mikrobiologischen Abteilung ohne Eigenständigkeit. Die älteste eigenständige virologische Forschungseinrichtung ist im Max von Pettenkofer-Institut angesiedelt, das 1865 eröffnet wurde, aber erst seit 1996 auch einen Lehrstuhl für Virologie aufweist. Ebenso geht die Gründung des Bernhard-Nocht-Institut für Tropenmedizin in Hamburg 1900 auf die Zeit vor der Virusforschung zurück, während die eigenständige Abteilung für Virologie erst später hinzukam. Eines der ersten universitären Institute für Virologie wurde 1956 an der Charité eingerichtet, damals in Ost-Berlin. Ursprünglich war es in einem Kellergeschoss in der heutigen Dorotheenstraße untergebracht, mit drei Mitarbeitern und zwei Laborräumen.

### Ärztliche Weiterbildung
Die fachärztliche Qualifikation in Virologie kann in Deutschland im Rahmen der Ausbildung zum Facharzt für Mikrobiologie, Virologie und Infektionsepidemiologie erlangt werden.